# Pierry
Pour les articles homonymes, voir Pierry (homonymie).
Pierry est une commune française, située dans le département de la Marne en région Grand Est, au sud-ouest d'Épernay.
Ses habitants sont appelés les Pierrytiers et les Pierrytières ou Pierritiers, Pierritières.

## Géographie
Pierry est située dans la partie ouest du département de la Marne, en Champagne-ardenne. Elle se trouve à 31 km au sud de Reims, à 36 km à l'ouest de Châlons-en-Champagne, à 39 km à l'est de Château-Thierry et à environ 150 km au nord-est de Paris.
|                                                                                   |           |          |
| \| \| Épernay \| \| \| Moussy \| Pierry \| Chouilly \| \| \| Monthelon \| Cuis \| |           |          |
|                                                                                   | Épernay   |          |
| Moussy                                                                            | Pierry    | Chouilly |
|                                                                                   | Monthelon | Cuis     |

### Géologie et reliefs
L’ensemble des collines constitue la côte d’Île-de-France qui domine la plaine de Champagne. Le paysage qui nous est offert présente distinctement trois périodes géologiques.
Le quaternaire (- 35 M d’années à nos jours) apparaît sur les plateaux où dominent l’argile et la pierre meulière, domaine de la prairie et des cultures.
Le tertiaire (- 65 M d’années) présent sur les versants occupés par la forêt, se compose de sables, marnes et calcaires.
Le secondaire (crétacé – 145 M d’années) se situe en dessous de la forêt. Essentiellement composé de craie, c’est le domaine de la vigne. Il s’étend jusque dans la vallée où il est recouvert d’éléments du quaternaire issus de l’érosion de la Marne, du Darcy et du Cubry. C’est le milieu des marais, cultures et prairies.

### Hydrographie
La commune est dans la région hydrographique « la Seine de sa source au confluent de l'Oise (exclu) » au sein du bassin Seine-Normandie. Elle est drainée par le Cubry et le Darcy,.
Le Cubry, d'une longueur de 14 km, prend sa source dans la commune de Saint-Martin-d'Ablois et se jette  dans la Marne à Magenta, après avoir traversé six communes. Les caractéristiques hydrologiques de le Cubry sont données par la station hydrologique située sur la commune. Le débit moyen mensuel est de 0,483 m3/s. Le débit moyen journalier maximum est de 5,36 m3/s, atteint lors de la crue du 14 février 2002. Le débit instantané maximal est quant à lui de 6,99 m3/s, atteint le 7 août 1997.

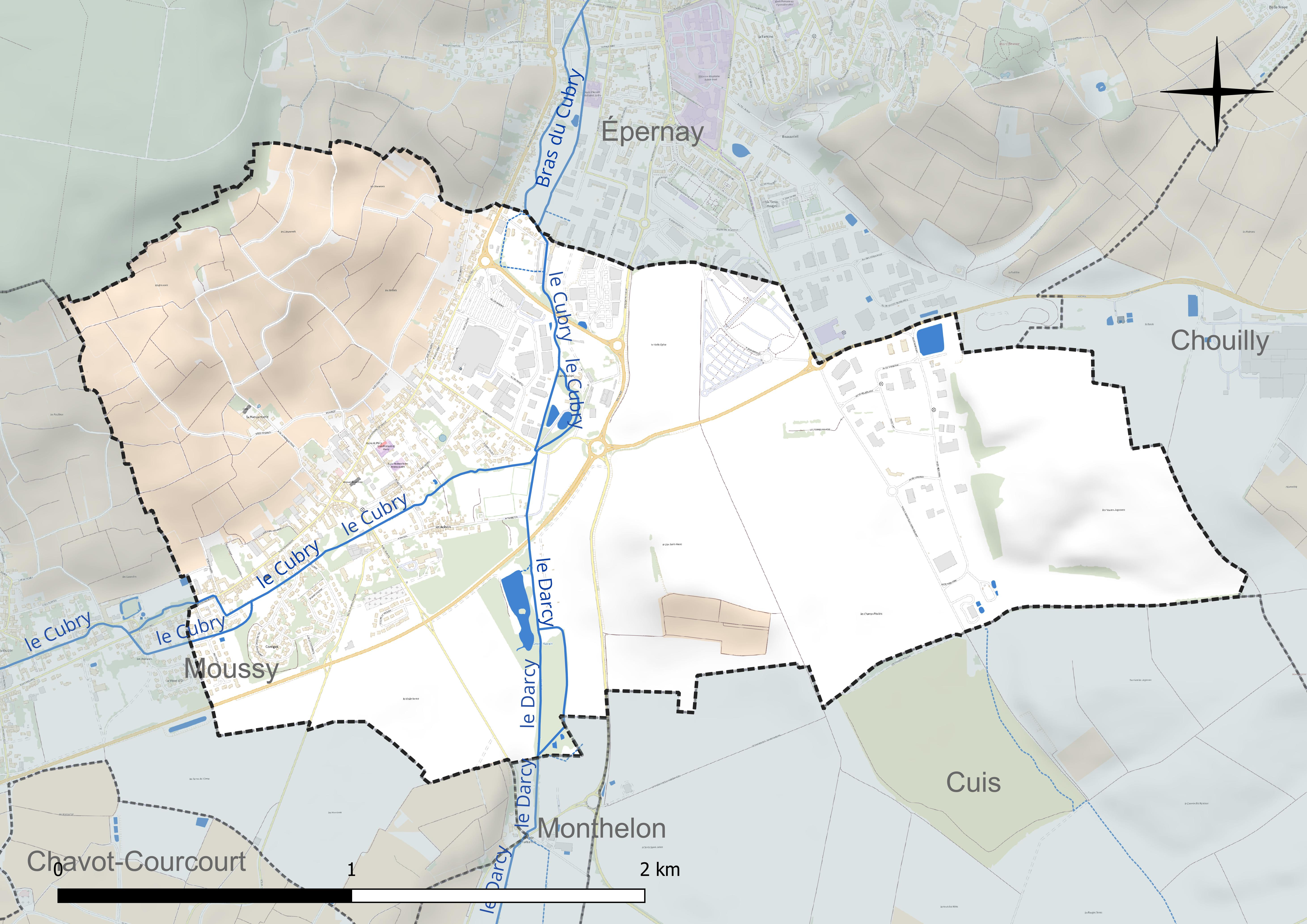
Réseau hydrographique de Pierry.

### Climat
Pour des articles plus généraux, voir Climat du Grand Est et Climat de la Marne.
En 2010, le climat de la commune est de type climat océanique dégradé des plaines du Centre et du Nord, selon une étude du Centre national de la recherche scientifique s'appuyant sur une série de données couvrant la période 1971-2000. En 2020, Météo-France publie une typologie des climats de la France métropolitaine dans laquelle la commune est exposée à un climat océanique altéré et est dans la région climatique  Nord-est du bassin Parisien, caractérisée par un ensoleillement médiocre, une pluviométrie moyenne régulièrement répartie au cours de l’année et un hiver froid (3 °C). 
Pour la période 1971-2000, la température annuelle moyenne est de 11,1 °C, avec une amplitude thermique annuelle de 16,2 °C. Le cumul annuel moyen de précipitations est de 713 mm, avec 11,1 jours de précipitations en janvier et 8,7 jours en juillet. Pour la période 1991-2020, la température moyenne annuelle observée sur la station météorologique de Météo-France la plus proche, « Chouilly », sur la commune de Chouilly à 6 km à vol d'oiseau, est de 11,4 °C et le cumul annuel moyen de précipitations est de 668,9 mm. 
La température maximale relevée sur cette station est de 40,3 °C, atteinte le 25 juillet 2019 ; la température minimale est de −12,3 °C, atteinte le 5 février 2012,,. 
Les paramètres climatiques de la commune ont été estimés pour le milieu du siècle (2041-2070) selon différents scénarios d'émission de gaz à effet de serre à partir des nouvelles projections climatiques de référence DRIAS-2020. Ils sont consultables sur un site dédié publié par Météo-France en novembre 2022.

## Urbanisme

### Typologie
Au 1er janvier 2024, Pierry est catégorisée ceinture urbaine, selon la nouvelle grille communale de densité à sept niveaux définie par l'Insee en 2022.
Elle appartient à l'unité urbaine d'Épernay, une agglomération intra-départementale regroupant sept  communes, dont elle est une commune de la banlieue,,. Par ailleurs la commune fait partie de l'aire d'attraction d'Épernay, dont elle est une commune de la couronne,. Cette aire, qui regroupe 44 communes, est catégorisée dans les aires de 50 000 à moins de 200 000 habitants,.

### Occupation des sols
L'occupation des sols de la commune, telle qu'elle ressort de la base de données européenne d’occupation biophysique des sols Corine Land Cover (CLC), est marquée par l'importance des territoires agricoles (71,3 % en 2018), en diminution par rapport à 1990 (79,7 %). La répartition détaillée en 2018 est la suivante : 
terres arables (48,9 %), cultures permanentes (22,5 %), zones industrielles ou commerciales et réseaux de communication (16,2 %), zones urbanisées (11,7 %), forêts (0,5 %), milieux à végétation arbustive et/ou herbacée (0,2 %). L'évolution de l’occupation des sols de la commune et de ses infrastructures peut être observée sur les différentes représentations cartographiques du territoire : la carte de Cassini (XVIIIe siècle), la carte d'état-major (1820-1866) et les cartes ou photos aériennes de l'IGN pour la période actuelle (1950 à aujourd'hui).

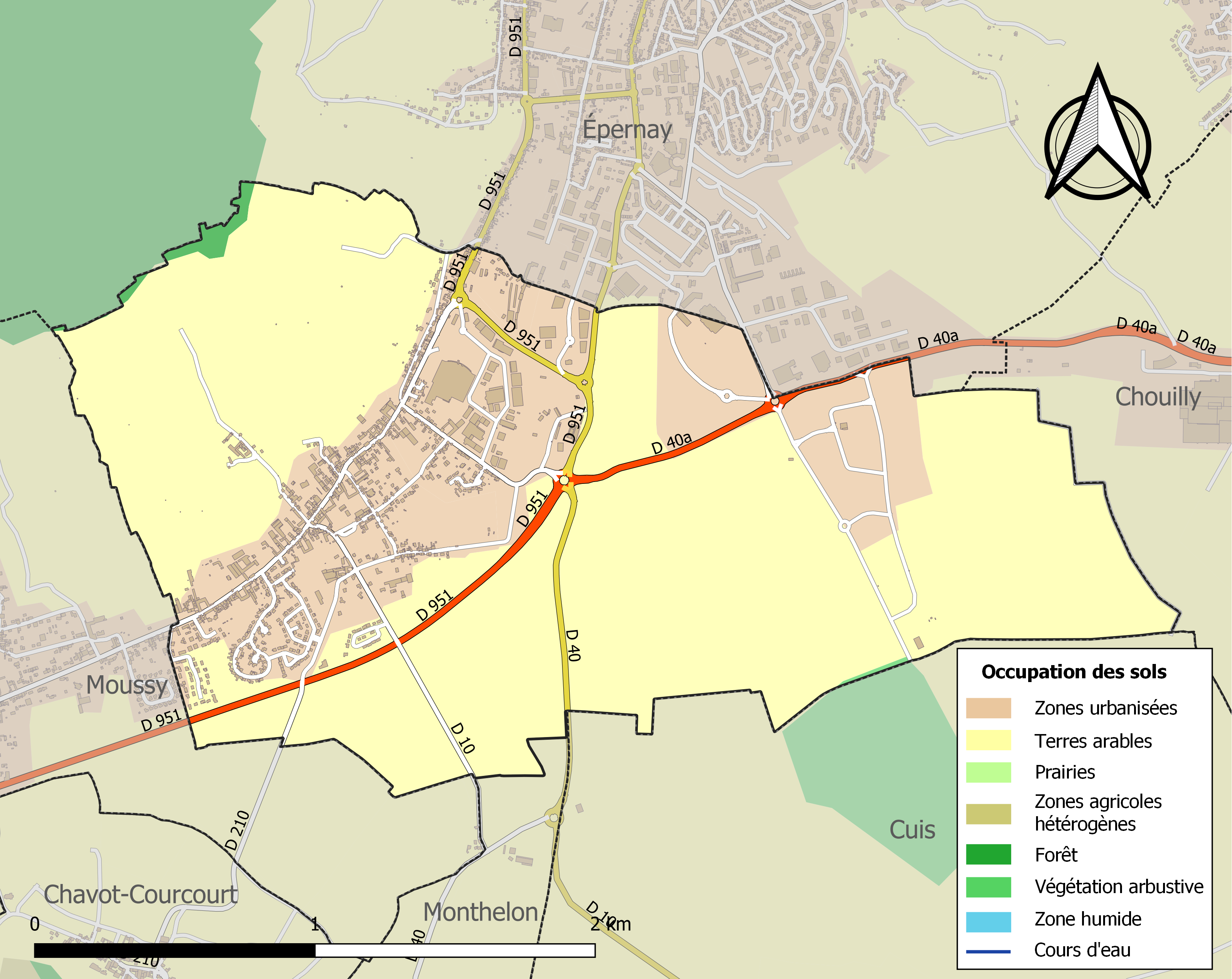
Carte des infrastructures et de l'occupation des sols de la commune en 2018 (CLC).

## Toponymie
Le nom de la localité est attesté sous les formes Pierret (1229) ; Pirri, Pierrei, Pierri (vers 1252) ; Pierrée de Saint-Julien (vers 1300) ; Pierry (1305) ; « Pierry en la parroisse de Saint-Julian lez Espernay » (1391) ; Pieré (1492) ; Pierry lez Espernay (1507) ; Piéry (1633).

Toponyme évoquant un « lieux caillouteux », « terrain pierreux », « amas de pierres ».  Pierry est sur une voie romaine partant d’Épernay.

## Histoire

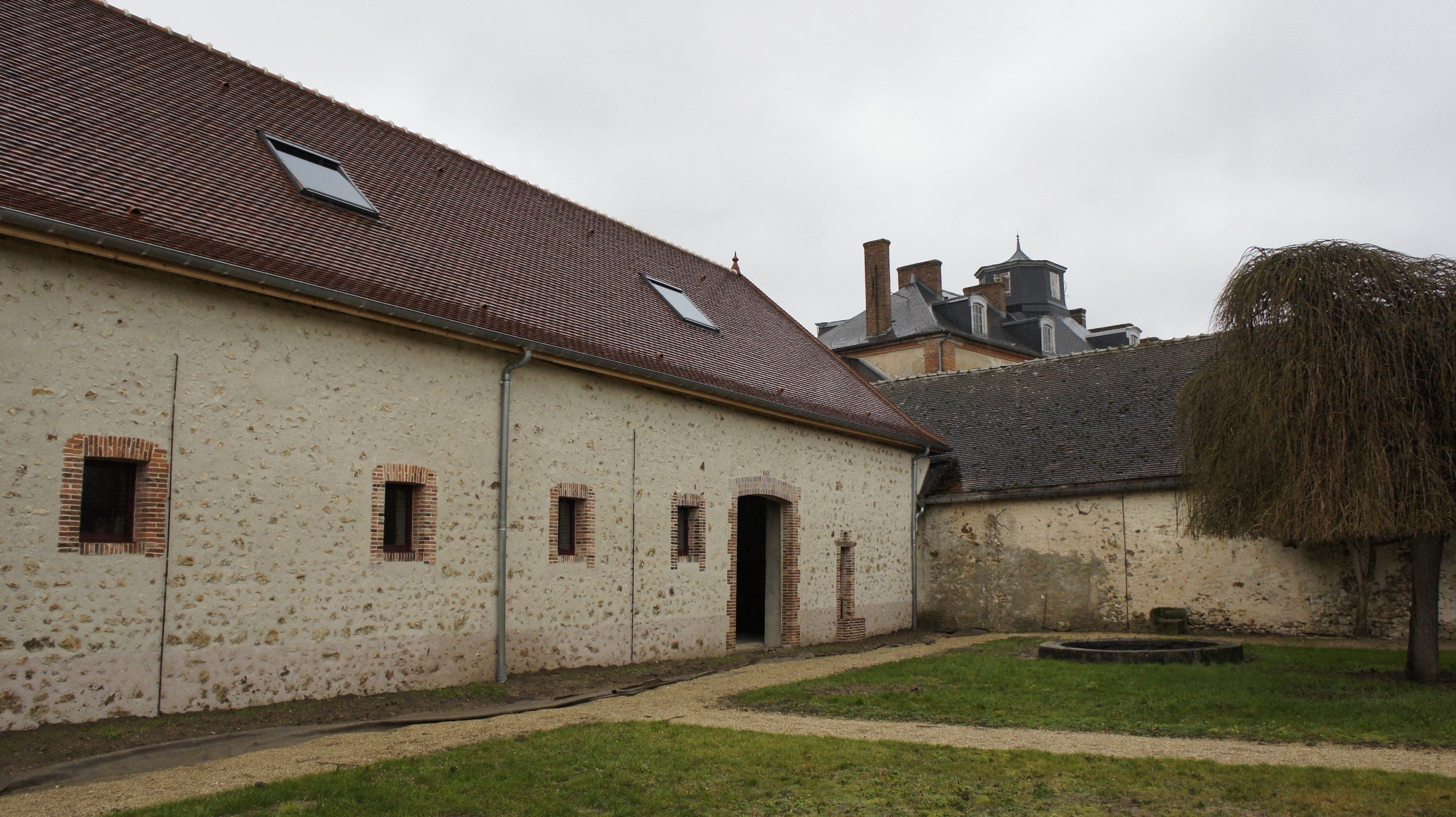
L'abbaye et son jardin.

C'est dans la commune que vécut le frère Oudart, un bénédictin et un des pères créateurs du champagne. Sa congrégation y exploitait une belle vigne agrippée à flanc de colline qui deviendra plus tard renommée sous la dénomination de « Les Folies de la Marquetterie ».
Dans les années d'avant la Révolution française, l'écrivain et philosophe Jacques Cazotte, mort guillotiné en 1792, vivait au château de la Marquetterie et y reçut d'autres personnalités comme Voltaire et André Chénier. Il fut maire de Pierry jusqu'à sa mort.
Lors de la Grande Guerre, le village se trouva proche des combats. En septembre 1915, le général Édouard de Castelnau installa son quartier général au château de la Marquetterie depuis lequel il dirigea son offensive victorieuse. Il y fut rejoint par le général Joseph Joffre, futur maréchal de France.
En 1932, Pierre Taittinger acquit auprès de la maison de champagne Forest-Fourneaux le château de la Marquetterie qu'il avait découvert lors de la guerre de 14-18 et pour lequel il eut un coup de cœur. C'était alors une propriété du XVIIIe siècle dont les vignobles des coteaux-champenois étaient plantés en chardonnay et pinot noir. Cette grande bâtisse allait devenir sa maison familiale où se retrouvèrent tous les Taittinger et le centre vinicole, pivot de sa maison de champagne.
À la fin de la Seconde Guerre mondiale, le château de la Marquetterie fut occupé par une des fanfares de la VIIe armée américaine.

## Politique et administration

### Elections municipales de 2020
Lors de l'élection municipale du 15 mars 2020, la liste dénommée "Ensemble pour Pierry", conduite par l'avocat sparnacien Jessy Lefèvre, a obtenu dès le premier tour 56,55 % des voix, alors que celle qui était conduite par le maire sortant, Eric Plasson, n'a obtenu que 43,45 % des voix. Le taux de participation à cette élection était de 55,17 % alors qu'au niveau départemental, le taux de participation ne s'élevait qu'à 42,05 %. Ce résultat a permis à la liste conduite par Jessy Lefèvre d'obtenir 12 sièges sur les 15 à pourvoir au sein du conseil municipal, la liste adverse n'en recueillant que 3. 

### Liste des maires
| Période                            | Période          | Identité                      | Étiquette | Qualité                      |
| ---------------------------------- | ---------------- | ----------------------------- | --------- | ---------------------------- |
| 1792                               |                  | Jacques Cazotte               |           |                              |
| 13 Novembre 1791                   | 1792             | Jean-Baptiste Thomas          |           |                              |
| 9 Décembre 1792                    |                  | Simon-Paul Cordier            |           |                              |
| 9 Fructidor an II (28 août 1794)   |                  | François Fleutrain            |           |                              |
| 1799                               |                  | M. Marchand                   |           | Maire provisoire,            |
| 13 thermidor an VIII (2 août 1799) |                  | Nicolas Leveque               |           |                              |
| 6 messidor an X (26 juin 1801)     |                  | Nicolas Hanisset              |           |                              |
| 1er Janvier 1808                   |                  | Dubois Delivry                |           |                              |
| 1811                               | 1830             | M. Delivry                    |           |                              |
| 1831                               | 1837             | M. Levasseur                  |           |                              |
| 1er septembre 1837                 |                  | Charles Hyppolite Poultier    |           |                              |
| 4 Janvier 1838                     | 10 août 1840     | Aimé-Michel-Guilbert Dutemple |           |                              |
| 1840                               | 1846             | Pierre Dutemple               |           |                              |
| 1846                               | 1848             | Charles Aubriet               |           |                              |
| 1848                               | 1849             | Pierre Dutemple               |           |                              |
| 1849                               | 1851             | Auguste Deullin               |           |                              |
| 1851                               | 1854             | Pierre Dutemple               |           |                              |
| 1854                               | 1868             | Jean-Baptiste Thomas          |           |                              |
| 1868                               | 1869             | Charles Porquet               |           |                              |
| 1869                               | 1875             | Frédéric Francois             |           |                              |
| 1875                               | 1888             | Jean-Baptiste Biache          |           |                              |
| 1888                               | 1900             | Célestin Pate                 |           |                              |
| 1900                               | 1904             | Pierre Leblanc                |           |                              |
| 1904                               | 1916             | Jules Bagnost                 |           | décédé en cours de mandat    |
| 26 mars 1916                       | 1918             | Nicolas Schmit                |           | remplace le maire            |
| 19 décembre 1918                   | 1919             | Victor Lesure                 |           | remplace à son tour le maire |
| 30 novembre 1919                   | 1925             | Paul Dupont                   |           |                              |
| 3 mai 1925                         | 1935             | Paul Gobillard                |           |                              |
| 5 mai 1935                         | 1944             | Alfred Prignet                |           |                              |
| 5 septembre 1944                   | 1945             | Lucien Beaumet                |           |                              |
| 5 mai 1945                         | 1947             | René Finance                  |           |                              |
| 19 octobre 1947                    | 1953             | Lucien Beaumet                |           |                              |
| 26 avril 1953                      | 1959             | Gaston Dericbourg             |           |                              |
| 9 mars 1959                        | 1977             | Jean Bagnost                  |           |                              |
| 24 mars 1977                       | 1989             | Daniel Billiard               |           |                              |
| 17 mars 1989                       | 1995             | Joseph Grosdidier             |           |                              |
| 23 juin 1995                       | 2014             | Bertrand Famelart             |           |                              |
| 2014                               | 27 mai 2020      | Eric Plasson                  |           |                              |
| 27 mai 2020                        | 20 novembre 2020 | Jessy Lefèvre                 |           |                              |
| 20 novembre 2020                   | En cours         | Eric Plasson                  |           |                              |

## Équipements et services publics

### Eau et déchets
L'approvisionnement en eau potable et l'assainissement des eaux usées sont des compétences de la communauté d'agglomération Épernay Agglo Champagne, gérées par le biais de son service « Régie Eau et Assainissement » depuis le 1er janvier 2022. La commune de Pierry est alimentée en eau potable par plus de trois captages. L'assainissement collectif y est assuré par la Société d'Assainissement de l'Agglomération d'Épernay, qui gère la station d'épuration d'Épernay-Mardeuil dans le cadre d'une délégation de service public confiée à Suez de 2022 à 2030.
La communauté d'agglomération est également compétente en matière de déchets. La collecte des ordures ménagères résiduelles, des déchets recyclables et des biodéchets est réalisée en porte à porte, par mise à disposition de trois bacs distincts. La communauté d'agglomération adhèrant au syndicat de valorisation des ordures ménagères de la Marne (SYVALOM), ces déchets sont amenés au centre de transfert départemental de Pierry puis valorisés sur le site de La Veuve. La collecte du verre et des textiles se fait en apport volontaire. La communauté d'agglomération met par ailleurs trois déchèteries à disposition de ses habitants : à Pierry mais également à Magenta et Voipreux.

### Enseignement
Pierry fait partie de l'académie de Reims.
La commune dispose d'une école maternelle (rue Cazotte) de 42 élèves et d'une école élémentaire (place Leclerc) de 90 élèves (chiffres 2024-2025).
Les enfants de Pierry sont ensuite rattachés au collège Terres Rouges d'Épernay, puis au lycée Stéphane-Hessel d'Épernay.

### Postes et télécommunications
Pierry dispose d'une agence postale communale, installée place du Général Leclerc, et d'une boîte aux lettres de La Poste, rue Cazotte. À défaut, la poste d'Épernay Saint-Martin est la plus proche.

### Justice, sécurité et secours
Du point de vue judiciaire, Pierry relève du conseil de prud'hommes d'Épernay, du tribunal de commerce de Reims, du tribunal de proximité, du tribunal judiciaire, du tribunal paritaire des baux ruraux et du tribunal pour enfants de Châlons-en-Champagne, dans le ressort de la cour d'appel de Reims. Pour le contentieux administratif, la commune dépend du tribunal administratif de Châlons-en-Champagne et de la cour administrative d'appel de Nancy.
Pierry est située en secteur Police nationale et dépend du commissariat d'Épernay.
En matière d'incendie et de secours, la caserne la plus proche est celle d'Épernay, rattachée au Service départemental d'incendie et de secours (SDIS) de la Marne.

## Démographie
L'évolution du nombre d'habitants est connue à travers les recensements de la population effectués dans la commune depuis 1793. Pour les communes de moins de 10 000 habitants, une enquête de recensement portant sur toute la population est réalisée tous les cinq ans, les populations de référence des années intermédiaires étant quant à elles estimées par interpolation ou extrapolation. Pour la commune, le premier recensement exhaustif entrant dans le cadre du nouveau dispositif a été réalisé en 2005.

En 2022, la commune comptait 1 254 habitants, en évolution de +4,41 % par rapport à 2016 (Marne : −1,19 %, France hors Mayotte : +2,11 %).
| 1793 | 1800 | 1806 | 1821 | 1831 | 1836 | 1841 | 1846 | 1851 |
| ---- | ---- | ---- | ---- | ---- | ---- | ---- | ---- | ---- |
| 220  | 256  | 289  | 522  | 616  | 711  | 797  | 855  | 791  |

| 1856 | 1861 | 1866 | 1872 | 1876  | 1881  | 1886  | 1891  | 1896  |
| ---- | ---- | ---- | ---- | ----- | ----- | ----- | ----- | ----- |
| 756  | 845  | 864  | 944  | 1 045 | 1 137 | 1 170 | 1 158 | 1 187 |

| 1901  | 1906  | 1911  | 1921  | 1926  | 1931  | 1936  | 1946  | 1954  |
| ----- | ----- | ----- | ----- | ----- | ----- | ----- | ----- | ----- |
| 1 197 | 1 224 | 1 220 | 1 358 | 1 119 | 1 117 | 1 093 | 1 156 | 1 269 |

| 1962  | 1968  | 1975  | 1982  | 1990  | 1999  | 2005  | 2006  | 2010  |
| ----- | ----- | ----- | ----- | ----- | ----- | ----- | ----- | ----- |
| 1 382 | 1 269 | 1 157 | 1 139 | 1 500 | 1 395 | 1 250 | 1 236 | 1 174 |

| 2015  | 2020  | 2022  | - | - | - | - | - | - |
| ----- | ----- | ----- | - | - | - | - | - | - |
| 1 184 | 1 207 | 1 254 | - | - | - | - | - | - |

## Culture locale et patrimoine

### Lieux et monuments
- L'Hors du ru, jardin public et espace de jeux sur le bord du ruisseau le Cubry.
- Le château de Pierry, construit en 1750.
- La Maison Les Aulnois, classée[38] a été reconstruit en 1780 face à l'église de Pierry. C'est un magnifique exemple de maison de riche viticulteur champenois. Inscrit à l'inventaire supplémentaires des monuments historiques, son salon octogonal classé est tapissé de papiers peints à la main, provenant certainement des fameux ateliers de Mulhouse, représentant des scènes mythologiques tirées des Métamorphoses d'Ovide, conservés dans un parfait état depuis l'empire napoléonien. Son remarquable jardin à la française, classé[39] est borné de Taxus taillés géométriquement, lui confère un écrin splendide et un équilibre qui en fait l'une des plus belles propriétés de la Marne. Dans une annexe de la cour d'honneur trône un monumental pressoir en bois. Propriété du Champagne Henriot depuis janvier 2014.
- Le château de la Marquetterie construit à partir de 1734, siège du groupe Taittinger.
- Le Cellier du Frère Oudart : le cellier est composé  d'un corps principal de 33 m de long et de 7 m de large. La charpente à « entrait retroussé »permet d'utiliser les combles comme lieu de stockage. Le jardin est situé dans l'enclos du cellier, c'est un lieu monacal de prière et de méditation, ceinturé de buis et traversé par deux allées en forme de croix. A la Révolution française, ce jardin et les autres biens des bénédictins sont vendus en biens nationaux.
- Le Millésium[40], propriété de la communauté de communes Épernay Pays de Champagne, est une salle de spectacle (jusqu'à 8000 places) et hall d'exposition construit sur les anciens terrains militaires du quartier Rolland (13e RG).
- Pierry abrite la plus grande flûte à champagne du monde. Elle est exposée aux Celliers de Pierry et a été réalisée par BSN Emballage à la demande de la société Champagne Vincent d’Astrée. Soufflée à la bouche, le 4 décembre 1993 à l’occasion du Téléthon, elle pèse 18,5 kilos pour une hauteur de 2,13 mètres et une contenance de 120 litres[41]
- L'église Saint-Julien.

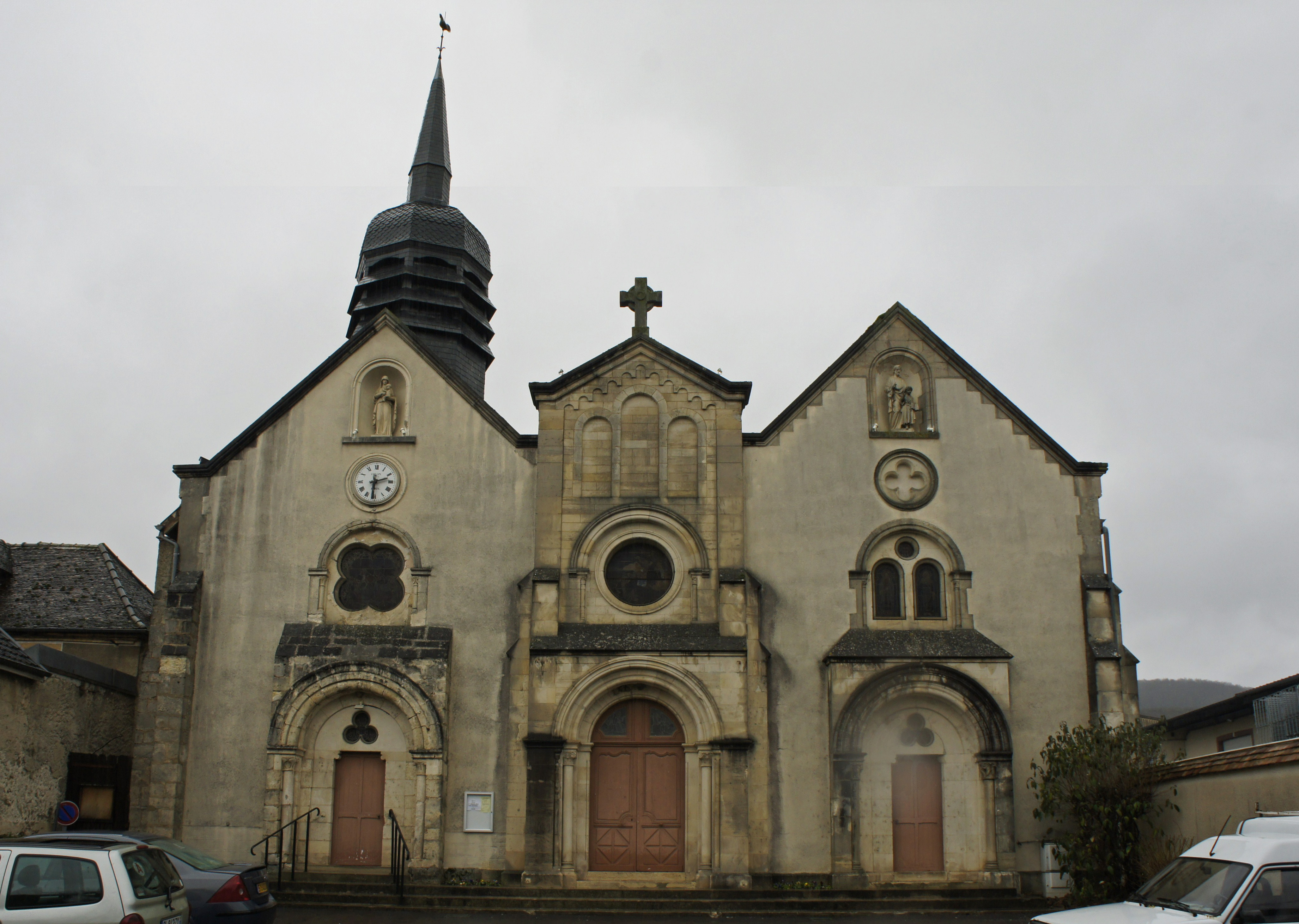
L'église de Pierry.
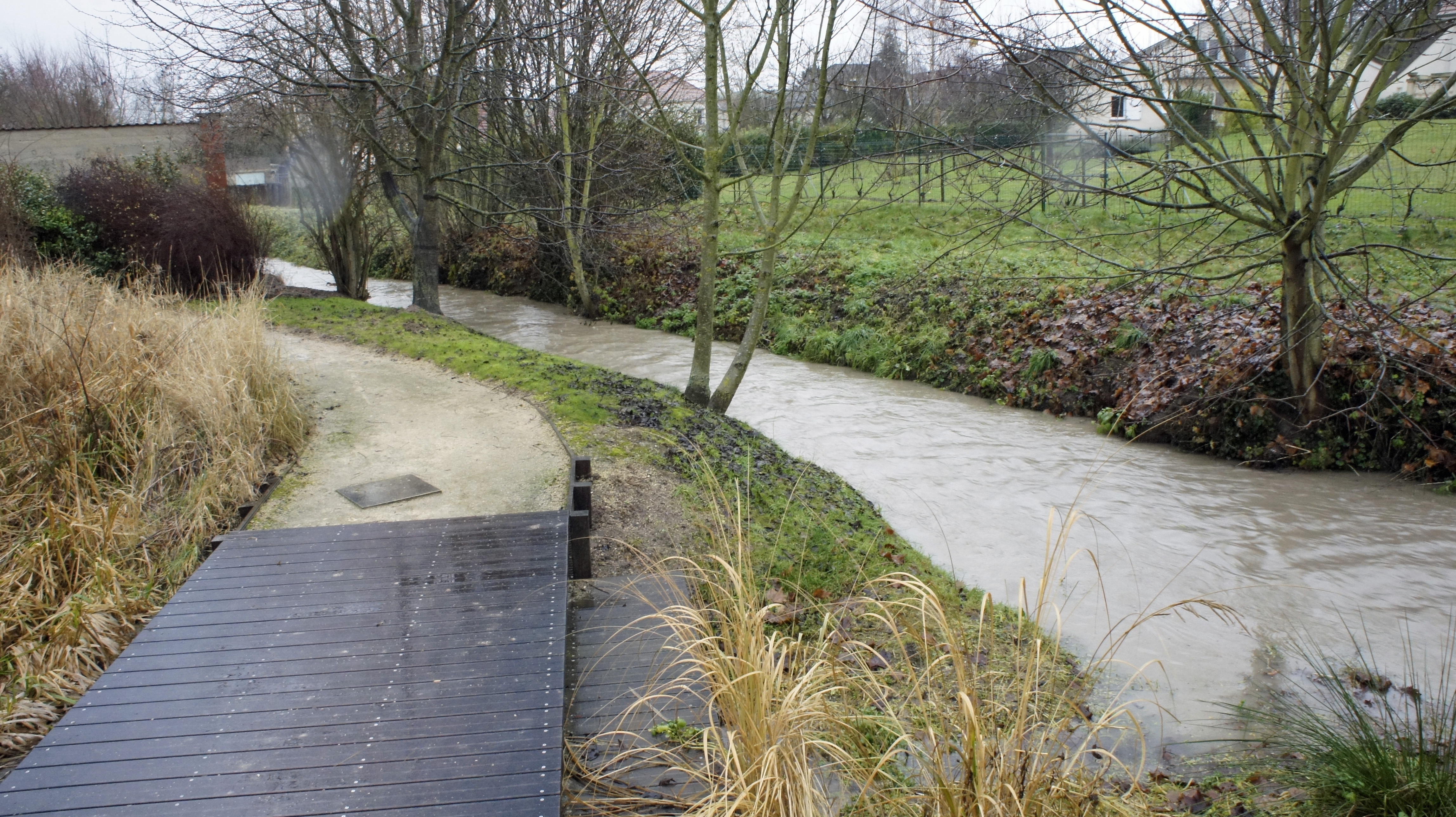
Le Cubry au Hors le Ru.
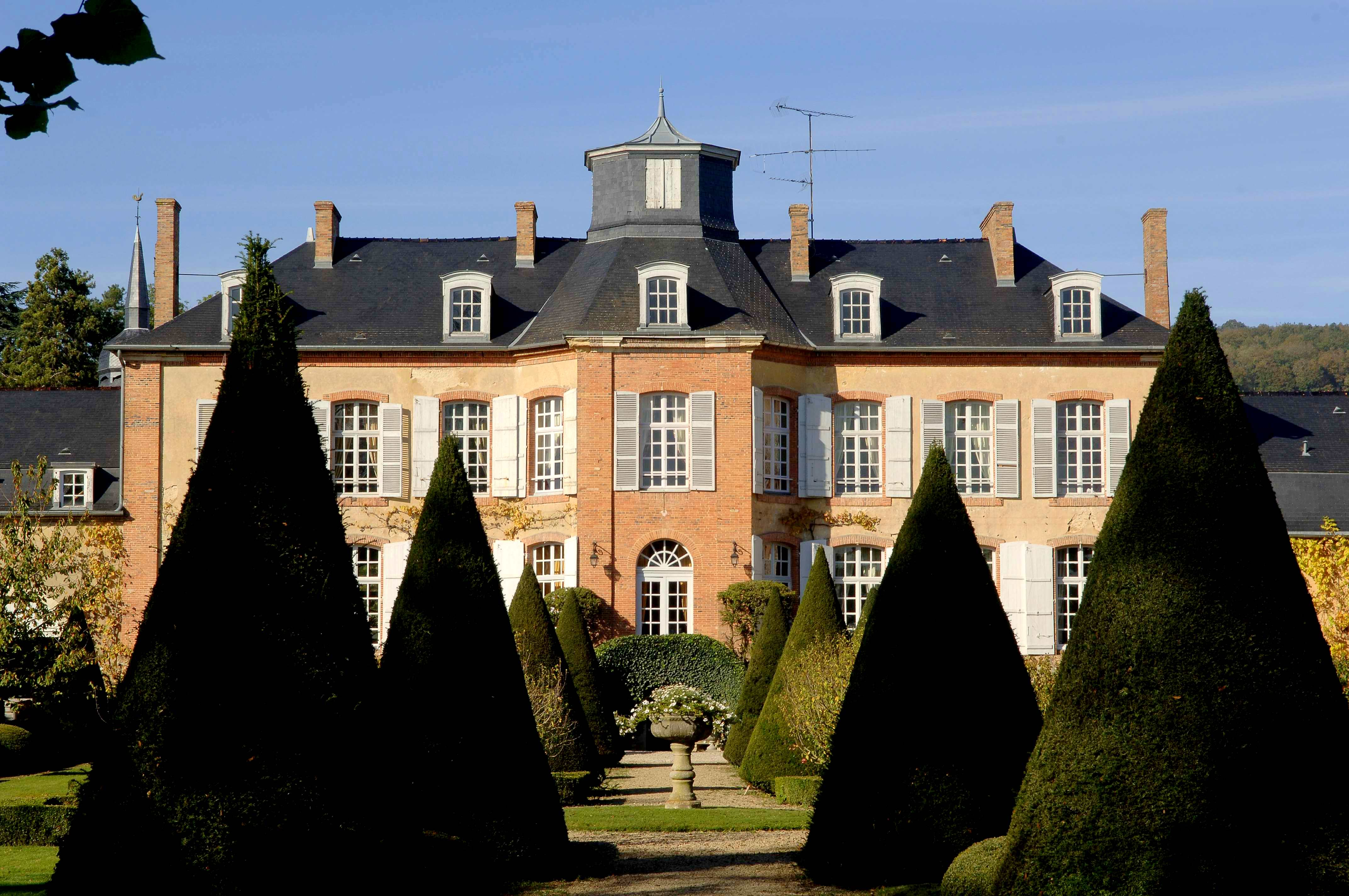
Le château « Les Aulnois ».
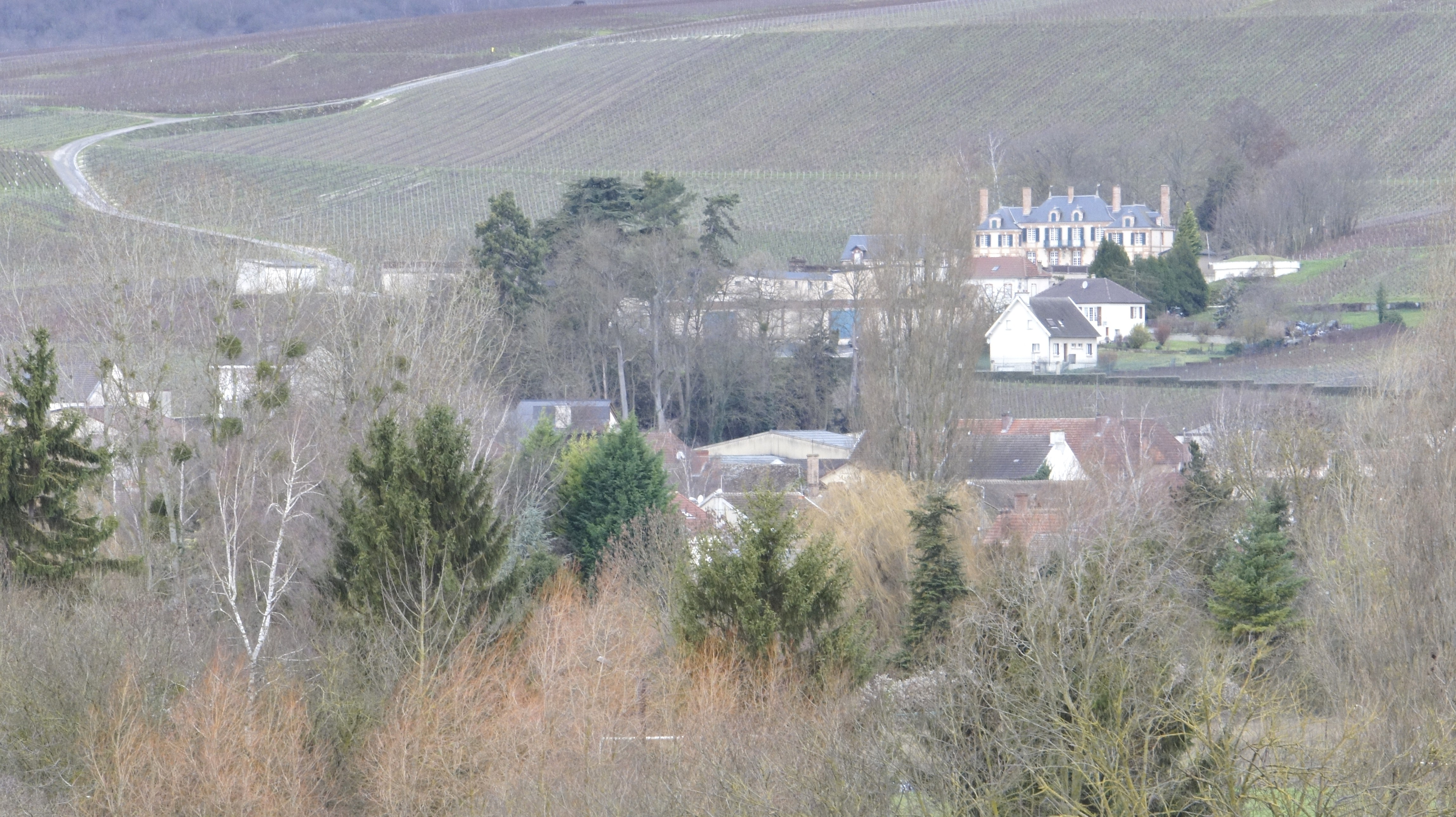
Le château de la Marquetterie.
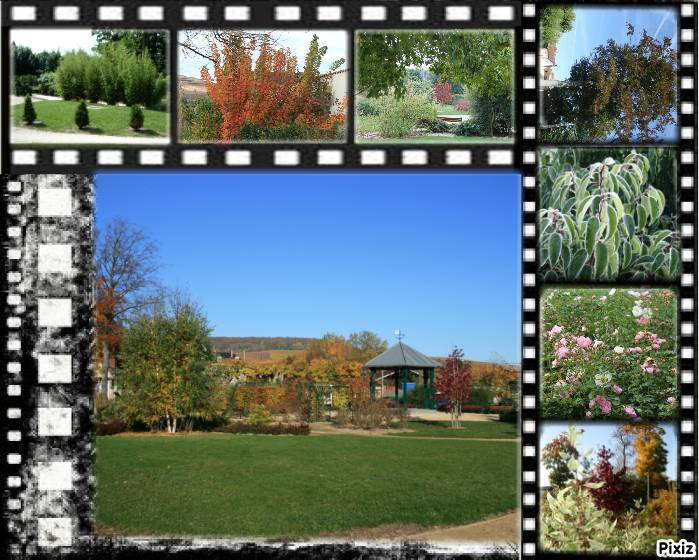
Jardin de L'Hors du Rû
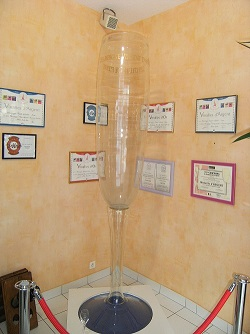
La plus grande flûte au monde.

### Patrimoine culturel
- Le blason de Pierry : créé en 1983, il regroupe plusieurs symboles : sa vocation viticole avec la grappe de raisin et les feuilles de vigne, le Frère Oudart et sa contribution aux travaux de champagnisation avec la flûte, son attachement à la région de Champagne, par la bande diagonale qui rappelle les armes, la plume qui symbolise l’écrivain Jacques Cazotte. La maxime « Se consoler en agissant » est une phrase prononcée par Jacques Cazotte lors de son emprisonnement.
- Pierry Art' : de 2009 à 2014 (n'a pas eu lieu en 2013), ce marché d’art, d’artisanat et de gastronomie (peintres, créateurs de bijoux, foie gras, dindes rouges, confitures, miel…) était organisé le 2e dimanche d'octobre.
- Visites guidées : le premier dimanche de chaque mois à travers deux parcours : la construction du plus riche ensemble de demeures du XVIIIe siècle du Pays d’Épernay avec les caractéristiques architecturales qui s’y rattachent ; les modifications importantes du village comme son déplacement de Saint-Julien à Pierry et le transfert de l’église.

### Personnalités liées à la commune
- Xavier Aubryet, (1827-1880), né à Pierry.
- Jacques Cazotte reçoit un héritage, en 1760, de son frère qui lui lègue deux maisons à Pierry : la Marquetterie et l’actuelle mairie.
- Armand Bourgeois, né le 24 avril 1841 à st-Martin-D'Ablois était le receveur principal des impôts de Pierry et gestionnaire du Syndicat du Cubry. Amateur éclairé d’histoire, il a écrit de nombreux ouvrages sur la région. Il a aussi organisé des concours de poésie. Il est mort à Pierry le 28 septembre 1911.
- Frère Oudart devient novice au sein d’une abbaye et devient moine en prononçant ses vœux en 1679. Il est aussitôt affecté à la maison de Pierry, où il restera 63 ans. Il décède le 12 mai 1742 à Pierry.

### Héraldique
| Blason de Pierry | Blason  | D’argent à la double cotice potencée et contre-potencée d’azur, à la grappe de raisin de pourpre, feuillée de sinople, vrillée d’or et brochant en cœur, au triangle allongé d’or, la pointe en bas et touchant la pointe de l’écu, chargé de l’ombre d’une plume de sable et brochant sur le tout. |
| Blason de Pierry | Détails | Le statut officiel du blason reste à déterminer. |